# Franky Gee

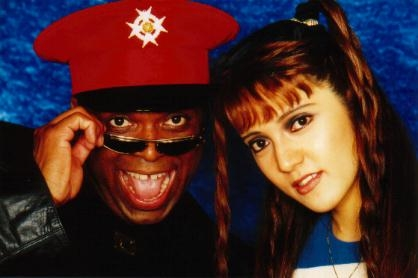
Franky Gee

Franky Gee, pseudoniem van Francisco Alejandro Gutierrez (Havana, 19 februari 1962 – Palma de Mallorca, 22 oktober 2005), was een Amerikaans zanger. Hij werd vooral bekend als de leadzanger van Captain Jack.
Franky Gee werd geboren in Havana, maar emigreerde al op jonge leeftijd met zijn familie naar Miami. In de jaren 80 zat hij in het Amerikaanse leger. Hij was enige tijd gelegerd in het toenmalige West-Duitsland, en besloot, nadat hij het leger verlaten had, daar te blijven. Hij werd verzekeringsagent en werkte enige tijd aan de beurs van Frankfurt. Later werd hij ook actief in de muziek. Met enkele vrienden richtte hij het dance-groepje Westside op, echter zonder veel succes.
Zijn carrière kwam in een stroomversnelling toen hij met zijn vrienden Udo en Richard en met zangeres Liza het project Captain Jack startte. De muziek, gebaseerd op het drillen van rekruten in het (Amerikaanse) leger, scoorde internationaal goed met enkele wereldhits. Later werd het stiller rondom Captain Jack. In Duitsland scoorden ze nog wel enkele kleine hitjes.
Op 7 juli 2002 kreeg Franky Gee volkomen onverwachts een beroerte. Hij lag drie dagen in coma, maar genas volledig. In 2003 maakte Captain Jack een comeback, en in 2005 vierde de groep haar tienjarig bestaan. Op 17 oktober van dat jaar kreeg Franky Gee in Palma de Mallorca echter opnieuw een soort van hersenbloeding toen hij met zijn zoontje aan het wandelen was. Hij lag vijf dagen in coma voor hij overleed.
- Biblioteca Nacional de España: XX1490793
- Gemeinsame Normdatei: 134679784
- International Standard Name Identifier: 0000 0000 5995 4491
- MusicBrainz: 56dea1ef-141e-4e73-8427-96c46ae944c0
- Virtual International Authority File: 87220273
- WorldCat: E39PBJkp3P8DVwYjBb3r79wpyd